# Neujahrskonzert der Wiener Philharmoniker 2017
Das Neujahrskonzert der Wiener Philharmoniker 2017 war das 77. Neujahrskonzert der Wiener Philharmoniker und fand am 1. Jänner 2017 im Wiener Musikverein statt. Dirigent war zum ersten Mal Gustavo Dudamel, der mit 35 Jahren der jüngste Dirigent war, der das Neujahrskonzert der Wiener Philharmoniker bis dahin dirigierte.

## Besonderheiten
Der Singverein der Gesellschaft der Musikfreunde in Wien unter der Leitung von Johannes Prinz wirkte erstmals an einem Neujahrskonzert der Wiener Philharmoniker mit, mit dem Mondaufgang aus der Oper Die lustigen Weiber von Windsor von Otto Nicolai, dem Gründer der Wiener Philharmoniker. Das Orchester feierte 2017 das 175-jährige Jubiläum und war erstmals in einem neuen, von Vivienne Westwood und Andreas Kronthaler entworfenen Konzertgewand zu sehen. Auf dem Programm standen acht Erstaufführungen, als Einlage wurde von der Orgel Silberstaub ins Publikum geblasen. In ihrem Programm würdigten die Philharmoniker den 300. Geburtstag von Maria Theresia, die Uraufführung des Walzers An der schönen blauen Donau vor 150 Jahren, die Gründung des Wiener Uhrenmuseums vor hundert Jahren sowie das eigene 175-Jahr-Jubiläum. Zur Polka ’S gibt nur a Kaiserstadt, ’s gibt nur a Wien wurden Aufnahmen vom Maria-Theresien-Denkmal, der Hofburg, Schloss Schönbrunn und der Theresianischen Akademie gezeigt, zum Walzer Die Extravaganten Bilder aus dem Bundesgestüt Piber, dem Trainingszentrum Heldenberg und der Spanischen Hofreitschule.

### Ballett
Die Kostüme für die beiden Tanzeinlagen entwarf Christof Cremer, der zuletzt beim Neujahrskonzert 2012 für die Entwürfe verantwortlich zeichnete. Die Choreographie stammt erstmals nach 2010 wieder von Renato Zanella. Die Tanzeinlagen zum Walzer Hereinspaziert aus der Operette Der Schätzmeister von Carl Michael Ziehrer wurden im August 2016 unter der Regie von Michael Beyer aufgenommen, Drehorte waren erstmals für ein Neujahrskonzert die Hermesvilla sowie der Lainzer Tiergarten. Getanzt wurde von zehn Solistinnen und Solisten des Wiener Staatsballetts: Liudmila Konovalova und Robert Gabdullin, Ketevan Papava und Eno Peçi, Nina Poláková und Denys Cherevychko, Franziska Wallner-Hollinek und Mihail Sosnovschi sowie Alice Firenze und Davide Dato. Die zweite Tanzeinlage wurde nicht voraufgezeichnet, sondern von Eleven der Ballettakademie live im Wiener Musikverein getanzt. Die Kostüme für die Damen für den Walzer Hereinspaziert waren inspiriert von den Räumlichkeiten der Hermesvilla und ihrer ersten Bewohnerin, Elisabeth von Österreich-Ungarn, deren Geburtstag sich 2017 zum 180. Mal jährt. Die Herrenkostüme wurden in Erinnerung an Militärkapellmeister Ziehrer an k. u. k. Militäruniformen angelehnt.

### Publikum
Auch beim 77. Neujahrskonzert der Wiener Philharmoniker nahmen wieder zahlreiche bekannte Persönlichkeiten im Auditorium Platz. So besuchten unter anderem der ehemalige österreichische Bundespräsident Heinz Fischer mit Frau Margit, die deutsche Verteidigungsministerin Ursula von der Leyen, der EU-Kommissar Johannes Hahn sowie der österreichische Außenminister Sebastian Kurz das Konzert am 1. Jänner.

## Programm
Das Programm wurde am 15. November 2016 präsentiert:

### 1. Teil
- Franz Lehár: Nechledil-Marsch, aus der Operette Wiener Frauen
- Émile Waldteufel: Les Patineurs, Walzer, op. 183
- Johann Strauss (Sohn): ’S gibt nur a Kaiserstadt, ’s gibt nur a Wien, Polka, op. 291
- Josef Strauss: Winterlust. Polka schnell, op. 121
- Johann Strauss (Sohn): Mephistos Höllenrufe, Walzer, op. 101
- Johann Strauss (Sohn): So ängstlich sind wir nicht!, Schnell-Polka, op. 413

### 2. Teil
- Franz von Suppè: Ouvertüre zu Pique Dame
- Carl Michael Ziehrer: Hereinspaziert!, Walzer aus der Operette Der Schätzmeister, op. 518
- Otto Nicolai: Mondaufgang aus der Oper Die lustigen Weiber von Windsor, Singverein der Gesellschaft der Musikfreunde in Wien
- Johann Strauss (Sohn): Pepita-Polka, op. 138
- Johann Strauss (Sohn): Rotunde-Quadrille, op. 360
- Johann Strauss (Sohn): Die Extravaganten, Walzer, op. 205
- Johann Strauss (Vater): Indianer-Galopp, op. 111
- Josef Strauss: Die Nasswalderin, Polka mazur, op. 267*
- Johann Strauss (Sohn): Auf zum Tanze! Polka schnell, op. 436
- Johann Strauss (Sohn): Tausend und eine Nacht, Walzer nach Motiven der Operette Indigo und die 40 Räuber
- Johann Strauss (Sohn): Tik-Tak, Polka schnell, op. 365

### Zugaben
- Eduard Strauß: Mit Vergnügen, Polka schnell, op. 228
- Johann Strauss (Sohn): An der schönen blauen Donau, Walzer, op. 314
- Johann Strauss (Vater): Radetzky-Marsch, op. 228

*Die Nasswalderin wurde als Die Naßwalderin, Ländler im Tempo der Polka Mazurka durch den Verlag C.A.Spina in Wien 1869 herausgegeben. Sie wird jedoch so, d. h. nur als Polka mazur, im Programm der Wiener Philharmoniker bezeichnet, dies wurde übernommen.

## Besetzung (Auswahl)
- Gustavo Dudamel, Dirigent
- Singverein der Gesellschaft der Musikfreunde in Wien
- Rainer Honeck, Albena Danailova, Konzertmeister
- Andreas Großbauer, Violine
- Ernst Ottensamer, Klarinette

## Pausenfilm
Der Pausenfilm zum Neujahrskonzert 2017 mit dem Titel Der Rhythmus von Wien / The Rhythm of Vienna wurde im Sommer 2016 unter der Regie von Robert Neumüller gedreht. Der Film behandelt die Anfänge des Walzers. Tibor Kovác spielte mit den Philharmonic Five eine eigene Bearbeitung von Carnevale di Venezia, op. 10 von Niccolò Paganini, Variationen auf Mein Hut, der hat drei Ecken. Weitere Mitwirkende sind neben mehreren Ensembles der Wiener Philharmoniker (Ensemble Koll, Ensemble Wien) die Gruppe Kolophonistinnen, bestehend aus vier 14-jährigen Cellistinnen, und das groovin’Tango quINNtett. Die Tanzszenen mit 25 bis 30 Tanzpaaren wurden vom Zeremonienmeister des Wiener Opernballes, Roman Svabek, einstudiert. Gedreht wurde unter anderem im Wiener Burggarten, vor und im Kunsthistorischen Museum, in der Werkstatt der Firma Scheer, beim Juwelier Köchert und auch auf dem Nordturm des Wiener Stephansdoms. Der etwa 24-minütige Film wurde von der Felix Breisach Medienwerkstatt hergestellt.

## Übertragung
Für die 59. ORF-Übertragung zeichnete zum vierten Mal in Folge Regisseur Michael Beyer verantwortlich, zum Einsatz kamen 17 HD-Kameras. Die Moderation für den ORF übernahm wie in den Vorjahren Barbara Rett. Außerdem wurde das Konzert auf Österreich 1 vom ORF übertragen. Das Konzert wurde in 93 Ländern der Welt ausgestrahlt. Für die US-TV-Senderkette PBS moderierte Julie Andrews zum achten Mal das Neujahrskonzert.
In Österreich sahen durchschnittlich 876.000 Musikinteressierte beim ersten Teil zu, was einem Marktanteil von 57 Prozent entsprach. Den zweiten Teil verfolgten im Schnitt 1,119 Millionen Zuseher, ein Marktanteil von 56 Prozent. Der Pausenfilm wurde von durchschnittlich 1.028.000 Personen gesehen (59 Prozent Marktanteil).
| Europa: - Albanien: RTSH - Andorra: RTVA/F2/TVE - Armenien: Channel1 - Aserbaidschan: ICTIMAI - Belgien: VRT/EEN oder RTBF - Bosnien-Herzegowina: BHT1 - Bulgarien: BNT1/2 - Dänemark: DR1 - Deutschland: ZDF/3SAT - Estland: ETV1/2 - Finnland: YLE1/2/Teema - Frankreich: FR2 - Georgien: Channel1 - Gibraltar: GBC - Griechenland: ERT - Irland: RTE - Island: RUV - Italien: RAI2 - Kosovo: RTK - Kroatien: HTV1/2 - Lettland: LTV1/7 - Liechtenstein: SF - Litauen: LRT/LVT - Luxemburg: ZDF/FT2/RTBF/VRT - Mazedonien: MKRTV1/2 - Moldawien: TRM - Monaco: FR2 - Montenegro: RTCG1 - Niederlande: Netherland1 - Norwegen: NRK1/2/3 - Österreich: ORF2/3SAT - Polen: TVP2/Kultura - Portugal: RTP1/2 - Rumänien: TVR - Russland: Kultura - San Marino: RAI2 - Schweden: SVT1/2 - Schweiz: SF/3SAT oder TSR oder TSI - Serbien: RTS1/2/Digital - Slowakei: STV - Slowenien: Slovenija1 - Spanien: La1/2 - Tschechien: CT2 - Türkei: TRT - Ungarn: M1 - Vereinigtes Königreich: BBC2/4 - Zypern: RIK2 | Amerika: - Bahamas: ZNS - Barbados: CBC - Brasilien: Cultura TV - Costa Rica: Canal 7/SKY - Dominikanische Republik: SKY - Ecuador: RTS - El Salvador: SKY - Grenada: GBN - Guatemala: SKY - Honduras: VICA/VTV/SKY - Jamaika: CVM - Kanada: WNET/PBS - Mexiko: SKY - Nicaragua: Canal 10 - Panama: SKY - Paraguay: Canal 9 - Peru: Canal 9 - Trinidad & Tobago: TV6 - USA: WNET/PBS | Asien und Ozeanien: - Australien: SBS - Bangladesch: Maasranga TV - Bhutan: BBS2 - China: CCTV1/15 - Cookinseln: CITV - Fidschi: Fiji One - Indien: Doordarshan TV - Indonesien: Metro TV - Japan: NHK ETV - Korea: KBS1 - Marshallinseln: OTV - Mikronesien: OTV - Nepal: NTV - Neuseeland: MTV - Pakistan: HUM TV - Palau: OTV - Sri Lanka: RC - Taiwan: TTV - Tonga: TBC - Vietnam: VTV Afrika und mittlerer Osten: - Kenia: KBC - Mauritius: MBC - Mosambik: SOICO - Namibia: NBC - Seychellen: SBC - Tansania: ITV |

## Aufnahmen
Die Audio-Doppel-CD dieses Konzertes wurde am 9. Jänner 2017 veröffentlicht und zählt in Österreich zu den meistverkauften Alben des Jahres 2017. DVD und Blu Ray-Disc sind am 27. Jänner 2017 erschienen.